# Antoniówka (Jeziory)
Antoniówka – część wsi Jeziory w Polsce, położona w województwie świętokrzyskim, w powiecie sandomierskim, w gminie Łoniów. Należy do sołectwa Jeziory.
W latach 1975–1998 Antoniówka administracyjnie należała do województwa tarnobrzeskiego.